# Super-G
Superstorslalom eller Super-G ((engelsk): Super Giant Slalom) er en konkurrencedisciplin i alpint skiløb. Sammen med det hurtigere styrtløb udgør det fartdisciplinerne i modsætningen til de tekniske storslalom og slalom. Disciplinen debuterede som officiel World Cupkonkurrence ved Worldcupsæsonen  i 1983 og det blev for første gang en disciplin ved verdensmesterskaberne i 1987. Året efter blev det også en olympisk disciplin ved Vinter-OL 1988.

## Historie
Super-G var i World Cup-sæsonen 1982 en testdisciplin med to løb for mænd og to løb for kvinder, resultaterne talte ikke i den samlede World Cup. Det første officielle World Cup løb i Super-G blev afholdt i december 1982 i Val-d'Isère i Frankrig; vinderen var Peter Müller fra Schweiz. Det første officielle kvindeløb blev gennemført en måned senere i begyndelsen af januar 1983, det blev afholdt i Verbier i Schweiz. Den første vinder var Irene Epple fra Vesttyskland og Cindy Nelson fra USA vandt den efterfølgende dag på en anden bane. Disse to løb var de eneste for kvinder i 1983-sæsonen, mændene havde tre løb. Disciplinen blev ikke accepteret overalt gennem sine første år, bl.a. blev den i december 1982 boykottet af den to gange alpine-mester Phil Mahre.
Gennem de første tre sæsoner blev Super-G resultaterne indregnet i Storslalom-konkurrencen. I 1985 opnåede den separat status som World Cup-disciplin med fem løb for mænd og kvinder. De første mestre var Markus Wasmeier og Marina Kiehl, begge fra Vesttyskland.
Første verdensmesterskab i disciplinen var i 1987 i Crans-Montana i Schweiz. Schweizerne Pirmin Zurbriggen og Maria Walliser blev de første verdensmestre. Det første OL-guld blev vundet af Franck Piccard fra Frankrig og Sigrid Wolf fra Østrig ved vinter-OL 1988 i Calgary.

### Top-skiløbere
Hermann Maier fra Østrig betragtes som den mest vindende super-G-skiløber, med 24 World Cup-sejre og fem verdensmesterskaber. 
Aksel Lund Svindal fra Norge kendes som den næstmest vindende med 11 World Cup-sejre. Svindal vandt olympisk guld i super-G ved vinter-OL 2010. Pirmin Zurbriggen er nummer tre med 10 World Cup-sejre. En anden notabel super-G-skiløber er Kjetil André Aamodt fra Norge, som har vundet tre guldmedaljer i super-G ved vinter-OL, henholdsvis i 1992, 2002 og 2006. Aamodt har også vundet fem World Cup-løb. Marc Girardelli fra Luxembourg har vundet ni World Cup-løb i super-G. 
På kvindernes side har Lindsey Vonn fra USA vundet 20 World Cup-løb. Katja Seizinger fra Tyskland har vundet 16 World Cup-løb. Renate Götschl fra Østrig har vundet 17 World Cup-løb i super-G.

## Udstyr
For at forbedre sikkerheden indførte FIS fra sæsonen 2004 en minimumsskilængde på 205 cm for mænd og 200 cm for kvinder.